# Legitimation League
Die Legitimation League (deutsch „Legitimierungs-Liga“) war eine englische Vereinigung in den 1890er Jahren, die für die Legitimierung unehelicher Kinder und für freie Liebe eintrat.
Gegründet wurde die Vereinigung 1893 durch eine Gruppe individualistischer Anarchisten in Leeds in England, die Benjamin Tucker und dessen Zeitschrift Liberty nahestanden. Zu den Gründungsmitgliedern gehörten John Badcock, Joseph Hiam Levy, Joseph Greevz Fisher, Wordsworth Donisthorpe, sowie Gladys und Oswald Ernest Dawson.
Prominente Verfechter der Sache waren der Dichter und Sozialist Edward Carpenter und der Sexualforscher und Sozialreformer Havelock Ellis.
1897 wurde die Anarchistin und  Frauenrechtlerin Lillian Harman Präsidentin der britischen Vereinigung und veröffentlichte zahlreiche Artikel in The Adult, einer von der Legitimation League herausgegebenen Zeitschrift, die von 1897 bis 1899 erschien. Ursprünglich war es hauptsächlich um die Legitimierung und Gleichstellung von Kindern aus nicht kirchlich oder staatlich sanktionierten Verbindungen gegangen. Nun wurde sexuelle Befreiung zum Hauptziel. Zu dieser Zeit verließen Donisthorpe (Präsident seit 1893) und Fisher (Vizepräsident) die Vereinigung.
1898 wurde George Bedborough, der Herausgeber des Adult, wegen der Publikation und des Verkaufs obszöner Literatur verhaftet, als solche galt nämlich Ellis’ Schrift Sexual Inversion. Die Polizei hatte gezögert, gegen die Liga vorzugehen, da sie sich nicht dem Vorwurf aussetzen wollten, die freie Meinungsäußerung einzuschränken. Als aber in einer Versammlung, in der ein Polizist namens John Sweeney als verdeckter Ermittler teilnahm, Bedborough das Buch anprieß und zum Verkauf anbot, sah die Polizei Handhabe, die Liga und ihre Mitglieder zu verfolgen. Im Prozess bekannte Bedborough sich schuldig und erhielt ein mildes Urteil. Bald darauf hörte die Lige zu bestehen auf.
Der Verlag, bei dem sowohl Ellis’ Buch als auch The Adult erschien, war University Press in Watford, eine wie sich herausstellte sehr dubiose Firma, geleitet von einem stets abwesenden George Aston Singer, der sich als reine Fiktion entpuppte, und einem Dr. Roland De Villiers, alias Georg Friedrich Springmuhl von Weissenfeld, einem deutschstämmigen Schwindler, Betrüger und Pornoverleger. Er war bei der Durchsuchung seines Hauses im Januar 1902, die zwei Tonnen pornografischer Schriften zutage förderte, in einem Dachversteck aufgefunden und verhaftet worden. Kurz nach seiner Festnahme starb er laut Bericht des Coroners an einem Herzanfall.

## Schriften
- The rights of natural children verbatim report of the inaugural proceedings of the Legitimation League … Legitimation League, London & Leeds 1893
- Oswald Ernest Dawson: The bar sinister and licit love: the first biennial proceedings of the Legitimation League. W. Reeves, London 1895; archive.org.
- The Legitimation League: its objects and principles. With a list of its officers & rules. In: The Adult. London 1897.
- Oswald Ernest Dawson: The outcome of legitimation: a lecture delivered at the Holborn Restaurant, London, 6th December, 1897 under the auspices of the Legitimation League etc. London 1898 (?)